# Goodyera dongchenii
Goodyera dongchenii är en orkidéart som beskrevs av S.Z. Lucksom. Goodyera dongchenii ingår i släktet knärötter, och familjen orkidéer.

## Underarter
Arten delas in i följande underarter:
- G. d. dongchenii
- G. d. gongligongensis